# Річард Дрейфус
Річард Стівен Дрейфус (англ. Richard Stephen Dreyfuss, нар. 29 жовтня 1947, Бруклін, Нью-Йорк) — американський актор, який у 30 років здобув премію «Оскар» за найкращу чоловічу роль, ставши одним з наймолодших володарів цієї нагороди за її історію.

## Біографія
Дрейфус привернув увагу кінокритиків та глядачів, зігравши у Джорджа Лукаса в «Американських графіті» (1973) і у Стівена Спілберга у «Щелепах» (1975) і «Близьких контактах третього ступеня» (1977).
Він отримав премію «Оскар» за найкращу чоловічу роль 1978 за роль у фільмі «До побачення, люба» (1977). Присудження «Оскара» стало кульмінацією його кар'єри, яка незабаром пішла під укіс: актор був затриманий за зберігання кокаїну, потім пішли різні проблеми зі здоров'ям.
На думку кінокритиків, найбільш успішним з його наступних фільмів був «Опус містера Голланда» (1995), за який Дрейфус знову був висунутий на премію Американської кіноакадемії.

## Вибрана фільмографія
- 2013 — Параноя / Paranoia…..Френк Кессіді / Frank Cassidy
- 2010 — РЕД / RED…..Александер Даннінґ / Alexander Dunning
- 2010 — Піраньї 3D / Piranha 3D…..Метт Бойд / Matt Boyd
- 2009 — Травка / Leaves of Grass…..Паґ Ротбаум / Pug Rothbaum
- 2009 — Моє велике грецьке літо / My Life in Ruins…..Ірвін Ґордон / Irvin Gordon
- 2008 — Дабл ю / W.…..Дік Чейні/ Dick Cheney
- 2007 — Зачароване королівство / Tin Man…..Містик / Mystic Man
- 2006 — Посейдон / Poseidon…..Річард Нелсон / Richard Nelson
- 2004 — Срібне місто / Silver City…..Чак Рейвен / Chuck Raven
- 2003 — Пам'ятне подорож (ТБ) / Coast to Coast…..Барнабі Пірс / Barnaby Pierce
- 2001 — Той, кого замовили / «Who is Cletis Tout?»… «Міка» Micah.
- 2001 — Старий, який читав любовні романи / «The Old Man Who Read Love Stories»… «Антоніо Болівар» Antonio Bolivar".
- 2000 — Команда / The Crew…..Боббі Бартеллемео / Оповідач (Bobby Bartellemeo / Narrator)
- 1999 — Хрещений Ланскі (ТБ) / Lansky….. Мейєр Ланськи / Meyer Lansky
- 1998 — Плем'я Кріппендорфа / Krippendorf's Tribe…..професор Джеймс Криппендорф / Prof. James Krippendorf
- 1997 — Олівер Твіст (ТБ) / Oliver Twist…..Фейджин / Fagin
- 1996 — Ніч над Манхеттеном / Night Falls on Manhatta
- 1996 — Час скажених псів / Mad Dog Time…..Вік / Vic
- 1995 — Американський президент / The American President…..сенатор Боб Рамсон / Senator Bob Rumson
- 1995 — Опус містера Голланда / Mr. Holland's Opus…..Гленн Голланд / Glenn Holland
- 1995 — Останнє слово / The Last Word…..Леррі / Larry
- 1994 — Безмовне падіння / Silent Fall…..доктор Джейк Райнер / Dr. Jake Rainer
- 1993 — Стеження 2 / Another Stakeout…..детектив Кріс Лечче / Det. Chris Lecce
- 1993 — Загублені у Йонкерсі / Lost in Yonkers…..Луї Курнітц / Louie Kurnitz
- 1991 — А як же Боб? / What about Bob?…..Лео Марвін / Dr. Leo Marvin
- 1991 — Ще гурток / Once Around…..Сем Шарп / Sam Sharpe
- 1990 — Листівки з краю безодні / Postcards From The Edge…..доктор Франкенталь / Doctor Frankenthal
- 1990 — Розенкранц і Гільденстерн мертві / Rosencrantz & Guildenstern Are Dead…..Актор / The Player
- 1989 — Пофігіст / Let It Ride…..Джей Троттер / Jay Trotter
- 1989 — Завжди / Always…..Піт Сендіч / Pete Sandich
- 1988 — Місяць над парадори / Moon over Parador…..Джек Ноа / Президент Альфонс Симмс (Jack Noah / President Alphonse Simms)
- 1987 — Олов'яні чоловічки / Tin Men…..Білл 'ББ Бабовскі / Bill 'BB' Babowsky
- 1987 — Стеження / Stakeout…..детектив Кріс Лечче / Det. Chris Lecce
- 1987 — Цокнуті / Nuts…..Аарон Левінські / Aaron Levinsky
- 1986 — Без копійки в Беверлі Гіллз / Down and Out in Beverly Hills…..Девід 'Дейв' Вайтман / David 'Dave' Whiteman
- 1986 — Залишся зі мною / Stand by Me…..Письменник / The Writer
- 1981 — Чиє це життя, зрештою? / Whose Life Is It Anyway?…..Кен Гаррісон / Ken Harrison
- 1980 — Змагання / The Competition…..Пол Дітріх / Paul Dietrich
- 1979 — Отелло — Яго
- 1978 — Велика афера / The Big Fix…..Мозес Вайн / Moses Wine
- 1977 — Близькі контакти третього роду / Close Encounters of the Third Kind…..Рой Неарі / Roy Neary
- 1977 — До побачення, люба / The Goodbye Girl…..Еліот Гарфілд
- 1976 — Перемога в Ентеббе / Victory At Entebbe…..полковник Йонатан 'Йонні' Нетаньяху / Colonel Yonatan 'Yonni' Netanyahu
- 1975 — Щелепи / Jaws…..Метт Хупер / Matt Hooper
- 1973 — Американські графіті / American Graffiti…..Курт Хендерсон / Curt Henderson
- 1973 — Діллінджер / Dillinger…..Малюк Нельсон / Baby Face Nelson
- 1967 — Випускник / The Graduate…..Boarding House Resident (в титрах не зазначений)
- 1967 — Велика долина / The Big Valley — Lud Akley

## Цікаві факти
- Дрейфус має біполярний афективний розлад у фільмі «Життя за життя»[2].
- У лютому 2006 року Дрейфус висловився за відставку президента Буша[3].
- З інтерв'ю газеті «Известия»: «Хочу спродюсувати біографічний фільм про Микиту Хрущова… Він правив у Радянському Союзі у дуже цікавий період — після смерті Сталіна й у системі двох протилежних відносин до світопорядку. А почнеться фільм з ранку того дня, коли Політбюро відсторонило Хрущова від влади. Далі все буде будуватися через спогади. У фільмі обов'язково будуть і Друга світова війна, і Карибська криза, коли світ застиг у напрузі. Микиту Хрущова буду грати я. Але такий сладнопостановочний історичний фільм без участі Росії мені не підняти. І я приїхав на фестиваль „Євразія“, де багато ваших співвітчизників, зокрема, щоб зустрітися де з ким і переговорити про проект. Може, і прочитавши в „Известиях“ про те, що я перебуваю у пошуку співпродюсера, хтось зацікавиться? Я вже готовий сказати „так!“» (Річард Дрейфус).[4]\

## Нагороди та номінації

### Нагороди
- 1978 — Премія «Оскар» — найкраща чоловіча роль, за фільм «До побачення, люба»
- 1978 — Премія «Золотий глобус» — найкраща чоловіча роль у комедії або мюзиклі, за фільм «До побачення, дорога»
- 1979 — Премія BAFTA — найкраща чоловіча роль, за фільм «До побачення, дорога»

### Номінації
- 1974 — Премія «Золотий глобус» — найкраща чоловіча роль у комедії або мюзиклі, за фільм «Американські графіті»
- 1976 — Премія BAFTA — найкраща чоловіча роль, за фільм"Щелепи"
- 1988 — Премія «Золотий глобус» — найкраща чоловіча роль другого плану, за фільм «Цокнуті»
- 1996 — Премія «Оскар» — найкраща чоловіча роль, за фільм «Опус містера Голланда»
- 1996 — Премія «Золотий глобус» — найкраща чоловіча роль у драмі, за фільм «Опус містера Голланда»
- 2002 — Премія Гільдії кіноакторів США — найкраща чоловіча роль у драматичному серіалі, за телесеріал «Виховання Макса Бікфорда»
- 2002 — Премія Гільдії кіноакторів США — найкраща чоловіча роль у телефільмі або мінісеріалі, за телефільм «День, коли стріляли у президента»